# Фомина, Елена Александровна
Елена Александровна Фомина (род. 5 апреля 1979, Москва) — российская футболистка, полузащитница; ныне главный тренер московского клуба «Локомотив».

## Биография
Воспитанница школы клуба «Русь-Чертаново». На протяжении карьеры выступала за команды «Лада», ЦСК ВВС, «Надежда» (Ногинск), московские клубы «Спартак» и «Чертаново». Выступала за сборную России, участница двух Чемпионатов Европы (2001, 2009) и двух Чемпионатов Мира (1999, 2003).
26 марта 2012 года приказом Министерства спорта, туризма и молодёжной политики Российской Федерации № 46-НГ, игроку команды «ШВСМ Измайлово» Фоминой Елене было присвоено звание заслуженного мастера спорта.

### Личная жизнь
Состоит в браке, имеет дочь. В связи с беременностью в начале 2010 года взяла паузу в футбольной карьере, однако после рождения ребёнка снова вернулась в футбол.

## Тренерская карьера
В 2013 году стала тренером клуба «Россиянка». В октябре 2015 года возглавила женскую сборную России. В 2017 году возглавляла сборную России на чемпионате Европы в Нидерландах.
В феврале 2018 года назначена главным тренером «ЖФК Локомотив», созданном в структуре московского «Локомотива». В качестве тренера «Локомотива» — чемпионка (2021), обладательница Кубка и Суперкубка страны, неоднократный призёр чемпионата.
Пост тренера женской сборной России покинула 30 декабря 2020 года, уступив его Юрию Красножану.

## Достижения

### В качестве игрока
- Чемпионка России: 2001
- Серебряный призёр чемпионата России: 2002
- Бронзовый призёр чемпионата России: 2003
- Обладатель Кубка России: 2002
- В 2001 году в составе сборной России по футзалу (AMF) стала чемпионкой Европы[9].

### В качестве тренера
«Россиянка»
- Чемпионка России: 2016

- Серебряный призёр чемпионата России: 2015

«Локомотив» (Москва)
- Чемпионка России: 2021

- Серебряный призёр чемпионата России (2): 2019, 2020

- Бронзовый призёр чемпионата России (2): 2022, 2023

- Обладатель Кубка России (3): 2020, 2021, 2024

- Обладатель Суперкубка России (2): 2021, 2022

- Победитель Международного кубка РЖД: 2022